# Celleporina kyurokushimaensis
Celleporina kyurokushimaensis är en mossdjursart som beskrevs av Hayami 1973. Celleporina kyurokushimaensis ingår i släktet Celleporina och familjen Celleporidae. Inga underarter finns listade i Catalogue of Life.